# Kammersrohr
Kammersrohr är en kommun i distriktet Lebern i kantonen Solothurn, Schweiz. Kommunen har 31 invånare (2023).
Kammersrohr är sedan 2020 Schweiz minsta kommun sett till invånarantalet. Kommunen består endast av ett fåtal utspridda gårdar.